# 14960 Yule
14960 Yule è un asteroide della fascia principale. Scoperto nel 1996, presenta un'orbita caratterizzata da un semiasse maggiore pari a 2,5681076 UA e da un'eccentricità di 0,0640686, inclinata di 0,97029° rispetto all'eclittica.